# 哈里森氏紋唇魚
哈里森氏紋唇魚（学名：Osteochilus harrisoni）是輻鰭魚綱鯉形目鯉科的其中一個種，分布於亞洲婆羅洲北部，體長可達22.5公分，棲息在中底層水域。